# Göhren-Döhlen
Göhren-Döhlen is een voormalige gemeente in de Duitse deelstaat Thüringen. Op 1 december 2011 werd Göhren-Döhlen opgenomen in de landgemeente Auma-Weidatal. De voormalige gemeente bestond uit de dorpen Döhlen en Göhren.